# Cervona Dolîna, Vasîlkivka
Cervona Dolîna (în ucraineană Червона Долина) este un sat în comuna Pavlivka din raionul Vasîlkivka, regiunea Dnipropetrovsk, Ucraina.

## Demografie
Componența lingvistică a localității Cervona Dolîna
     Ucraineană (100%)
Conform recensământului din 2001, toată populația localității Cervona Dolîna era vorbitoare de ucraineană (100%).